# Кипту, Бенджамин
Бенджамин Колум Кипту — кенийский марафонец. 
В начале своей профессиональной карьеры он был пейсмейкером. На чемпионате мира 2009 года бежал марафонскую дистанцию, но не смог финишировать.

## Достижения
- Победитель Пекинского марафона 2008 года — 2:10.14
- Победитель Римского марафона 2009 года — 2:07.17
- Победитель Чхунчхонского марафона 2010 года — 2:07.54
- Победитель Парижского марафона 2011 года — 2:06.29